# اولیانا دونسکووا
اولیانا دونسکووا (به انگلیسی: Uliana Donskova) ژیمناست زادهٔ ۲۴ اوت ۱۹۹۲ میلادی اهل کشور روسیه است.